# Songkran

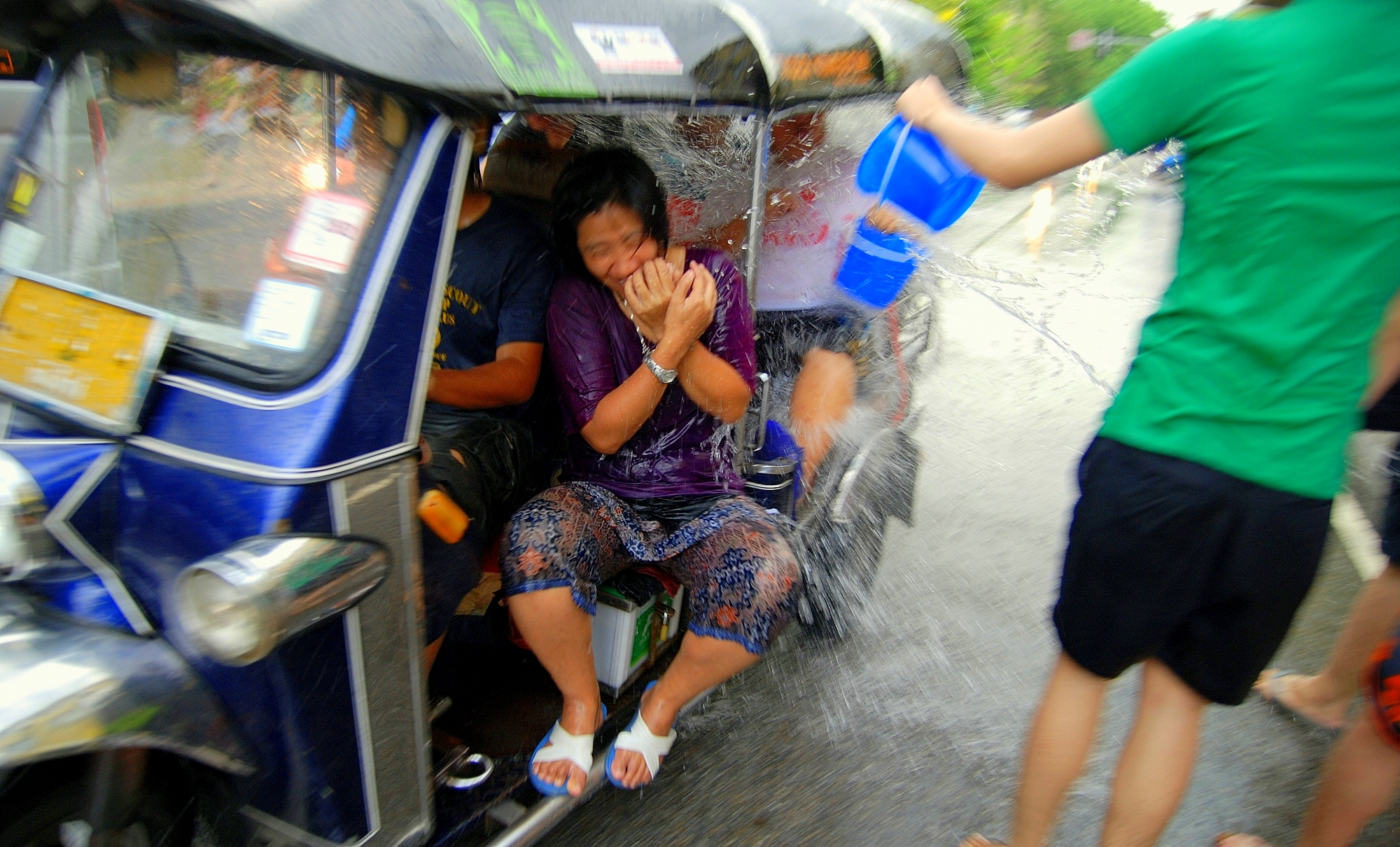
Folk i en Tuk-tuk blir nedstänkta under songkranfirandet i Chiang Mai.

Det thailändska nyåret, Songkran inleder regnperioden i södra delen av Thailand. Man firar nyåret den 13-15 april och enligt traditionen slänger man stora mängder vatten på varandra för att möta det nya året ren och lycklig. Songkran firas även i Kambodja, Laos och Myanmar.
Songkran firas överallt utomhus med att man sprutar vatten på allt och alla. Vänner och förbipasserande, samt bilar. Man slänger även vit färg (vatten blandat med talk, barnpuder). Det är en mycket stor fest men den har vissa regler. Är man nybörjare så bör man främst vara ute dagtid för på natten är det inte lika kul. Att bli målad vit betyder lycka, att få vatten på sig betyder att man blir ren till det nya året. Alltså är bådadera en vänlig gest.
Vattensprutande är idag det tydligaste inslaget i firandet, men under nyårsfirandet är det många som också enligt traditionen besöker kloster för att be och ge mat åt munkar. 